# ラフダル・ベルミ
ラフダル・ベルミ（アラビア語: لخضر بلومي, ラテン文字転写: Lakhḍar Ballūmī, Lakhdar Belloumi、1958年12月29日 - ）は、アルジェリア出身の元同国代表サッカー選手、サッカー指導者。ポジションはMF。

## 来歴
アルジェリアと1980年代のアフリカを代表するサッカー選手。1982年6月16日のスペインW杯1次リーグ初戦において当時のヨーロッパチャンピオンの西ドイツを2-1で下す大番狂わせを演じ、旋風を巻き起こした時の中心選手である。この活躍でイタリアのユヴェントスFCやスペインのFCバルセロナなどが獲得に動いたが、同胞のラバー・マジェールがポルトガルのFCポルトへ移籍し成功を収めた事とは対照的に、キャリア終盤にカタールのアル・アラビSCに所属したのを除き、終始アルジェリア国内に留まり続けた。
引退後は指導者の道へ進み2005年にアルジェリア代表監督を務めている。　

## 代表歴
- アルジェリア代表　147試合34得点[注 1]
  - FIFAワールドカップ　2回（1982,1986）
  - オリンピック　1回（1980）

## 所属クラブ
- GCRマスカラ
- MCオラン
- アル・アラビSC

## タイトル

### 個人
- アフリカ年間最優秀選手賞　1回（1981）

## 指導経歴
- MCオラン 2001–2002
- ウム・サラルSC 2003
- アルジェリア代表 2004–2005

## ノート
1. ↑  実際は147試合に出場し34得点を挙げたが、FIFAでは100試合27得点しか認めていない[2][3]。